# Madeira-Eidechse
Die Madeira-Eidechse oder Madeira-Mauereidechse (Teira dugesii) ist eine auf einigen makaronesischen Inseln im Atlantik endemisch vorkommende Echsenart aus der Familie der Echten Eidechsen (Lacertidae). Früher wurde sie unter den wissenschaftlichen Namen Lacerta dugesii bzw. Podarcis dugesii geführt. Die Gattung Teira ist in aktuellen Übersichten monotypisch, besteht also nur aus dieser einen Art. Terra typica ist Madeira. Alternativ wird die als systematisch nächste lebende Verwandte geltende Brilleneidechse (Scelarcis perspicillata, Syn.: Teira perspicillata), die auf dem nordwestafrikanischen Festland vorkommt, ebenfalls zur Gattung Teira gezählt. Der Beginn der Artbildung von Teira dugesii wird auf mehr als 10 Millionen Jahre vor heute geschätzt.

## Merkmale
Die Art erreicht eine Gesamtlänge von maximal etwa 23,5 Zentimetern, wovon der Schwanz nicht ganz zwei Drittel (oder: das 1,55- bis 1,85-fache der Kopf-Rumpf-Länge) ausmacht. Bestimmte Inselvorkommen bleiben etwas kleiner. Es handelt sich um eine relativ robuste Eidechse mit einem in der Draufsicht dreieckigen, spitzschnauzigen Kopf. Hals- und Nackenregion sind ebenso breit oder auch breiter als der Kopf, der Körper ist recht stark abgeflacht. Weitere morphologische Artmerkmale ergeben sich aus der Kopfbeschilderung und der Körperbeschuppung. Es ist ein Geschlechtsdimorphismus erkennbar, indem die Männchen größer und wesentlich kräftiger gebaut sind als die Weibchen und auch längere Gliedmaßen und Schwänze (letztere mit verdickter Basis) aufweisen. Zudem ist ihr Kopf größer und breiter im Verhältnis zum Rumpf und insbesondere in der Wangenregion geschwollen.
Färbung und Zeichnung sind extrem variabel; auch dabei unterscheiden sich Männchen und Weibchen. Die Grundfärbung der Oberseite ist bräunlich, kann aber auch grau, grün oder schwarz sein. Meistens kommt eine gelbliche oder grünliche Sprenkelung hinzu. Helle, meist dunkel eingerahmte Längsstreifen verlaufen über den Rücken bis zur Schwanzwurzel, während auf den Flanken oft ein dunkles Längsband vorhanden ist, das wiederum meist hell gesprenkelt ist. Im Unterschied zu den Weibchen wird die juvenile Streifenzeichnung bei den männlichen Tieren undeutlich oder löst sich gänzlich auf. Die Bauchseite ist normalerweise cremeweiß bis gelblich, kann bei Männchen aber auch orange bis rötlich sein und dann mit einer manchmal blauen Kehle stark kontrastieren. Die Blaufärbung soll gelegentlich auch am Bauch vorkommen, insbesondere wohl bei teil- oder vollmelanistischen Exemplaren (Schwärzlingen). Auf der bauchseitigen Grundfärbung können schwarze Flecken vorhanden sein oder auch fehlen.

## Systematik
Die Madeira-Eidechse wurde von Henri Milne Edwards zunächst als Lacerta dugesii beschrieben. John Edward Gray beschrieb die Art 1838 unter dem Namen Teira punctata. Von dieser Beschreibung wurde der heutige Gattungsname übernommen, welcher viele Jahre nur den Status einer Untergattung hatte. Erst durch die Revision der Gattung Lacerta von Mayer und Bischoff 1996 erhielt sie den Status einer Gattung.
Neben der Nominatform Teira dugesii dugesii (Milne-Edwards, 1829) werden drei weitere Unterarten differenziert: Teira dugesii mauli (Mertens, 1938) von den Ilhas Desertas, Teira dugesii selvagensis (Bischoff, Osenegg & Mayer, 1989) von den Ilhas Selvagens und Teira dugesii jogeri (Bischoff, Osenegg & Mayer, 1989) von Porto Santo. Diese haben sich auf ihren jeweiligen Inseln bzw. Inselgruppen morphologisch recht schnell und deutlich auseinanderentwickelt.

## Verbreitung
Zum Verbreitungsgebiet der Art gehören die Inseln Madeira, Ilhas Desertas, Porto Santo, die Klippen der Ilhas Selvagens sowie – nach Einführung durch Seefahrer – die Inseln Faial, Graciosa, Terceira, São Miguel, Santa Maria, Pico und São Jorge im Archipel der Azoren, außerdem das Hafengebiet von Lissabon in Portugal, wo sie durch Bananentransporte eingeschleppt wurde.
Während die vermutlich ab 1860 auf den mittelatlantischen Azoren eingebürgerte Madeira-Eidechse dort die einzige terrestrische Reptilienart überhaupt darstellt, kommt sie auf Madeira neben fünf anderen Arten vor (Gallotia caesaris, Gallotia galloti, Hemidactylus mabouia, Indotyphlops braminus, Tarentola mauritanica) und gilt dort als wahrscheinlich autochthon. Denkbar ist, dass Exemplare der Vorfahren dieser Art vom marokkanischen Festland aus mit Treibgut zum Madeira-Archipel verdriftet worden sind. Hinweise für Sichtungen der Madeira-Mauereidechse auf den Kanarischen Inseln gelten als zweifelhaft.

## Lebensraum und Lebensweise

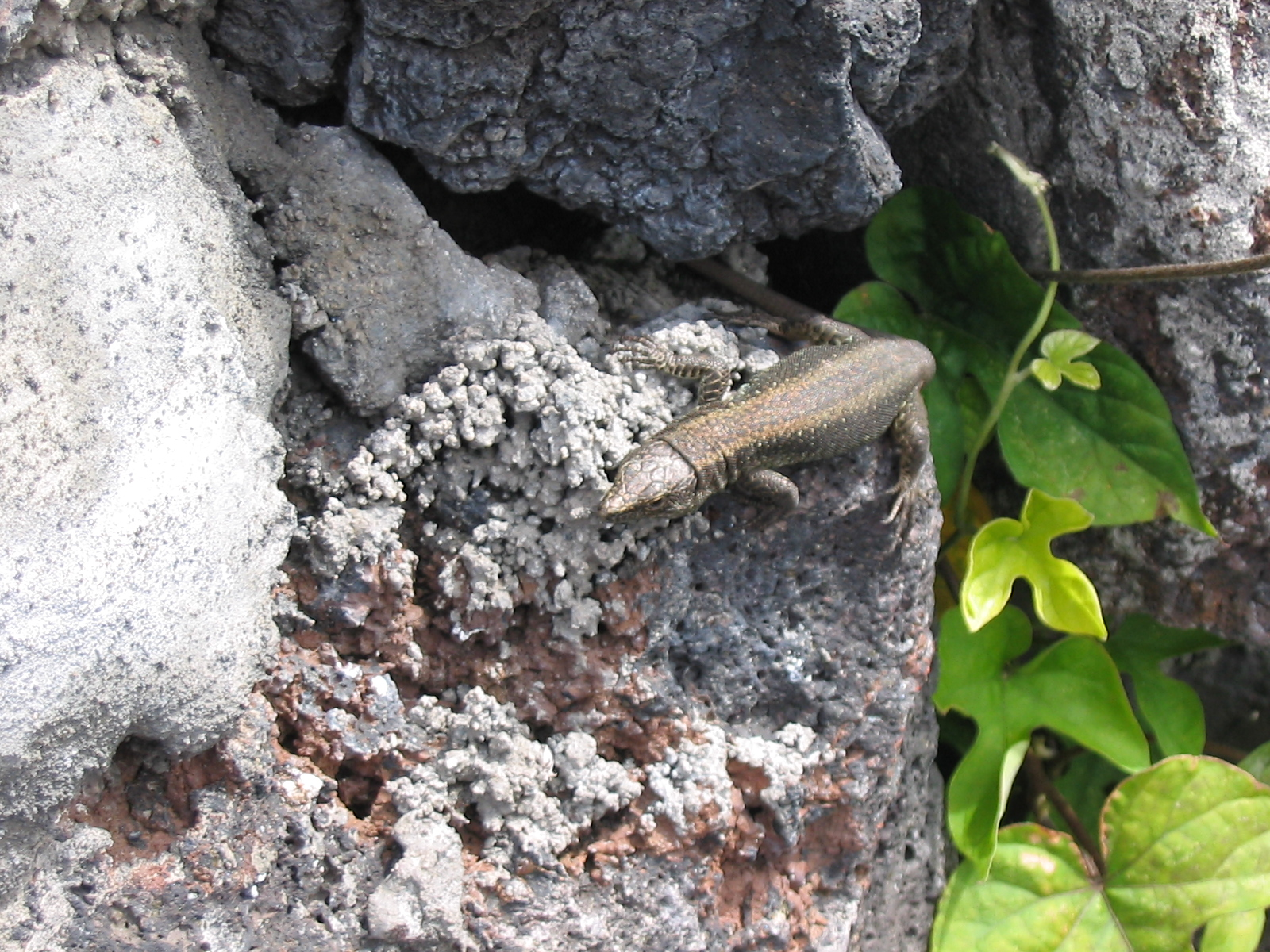
Spaltenreiche Steinmauern bieten ideale Lebensraumstrukturen

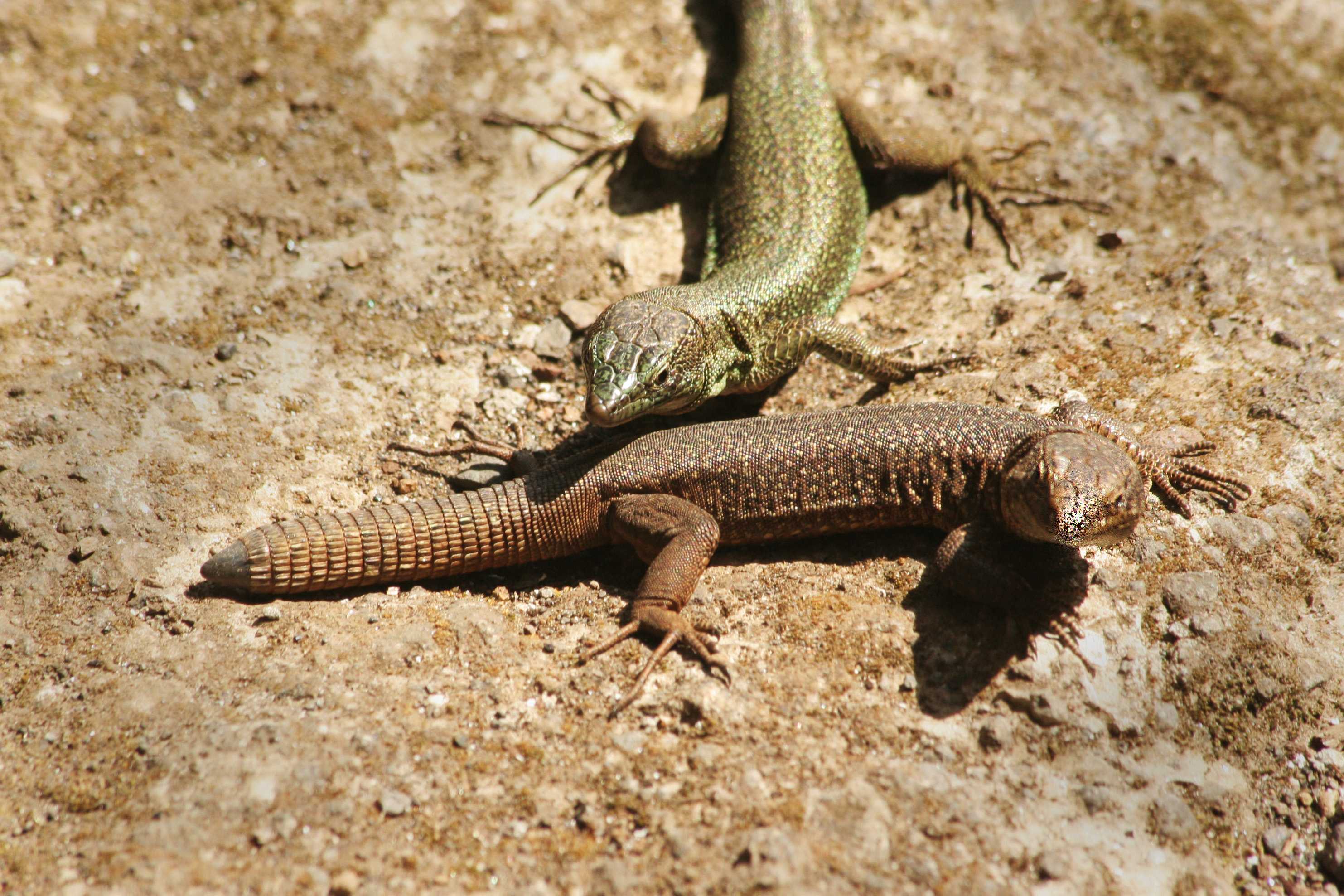
Exemplar mit regeneriertem Schwanz

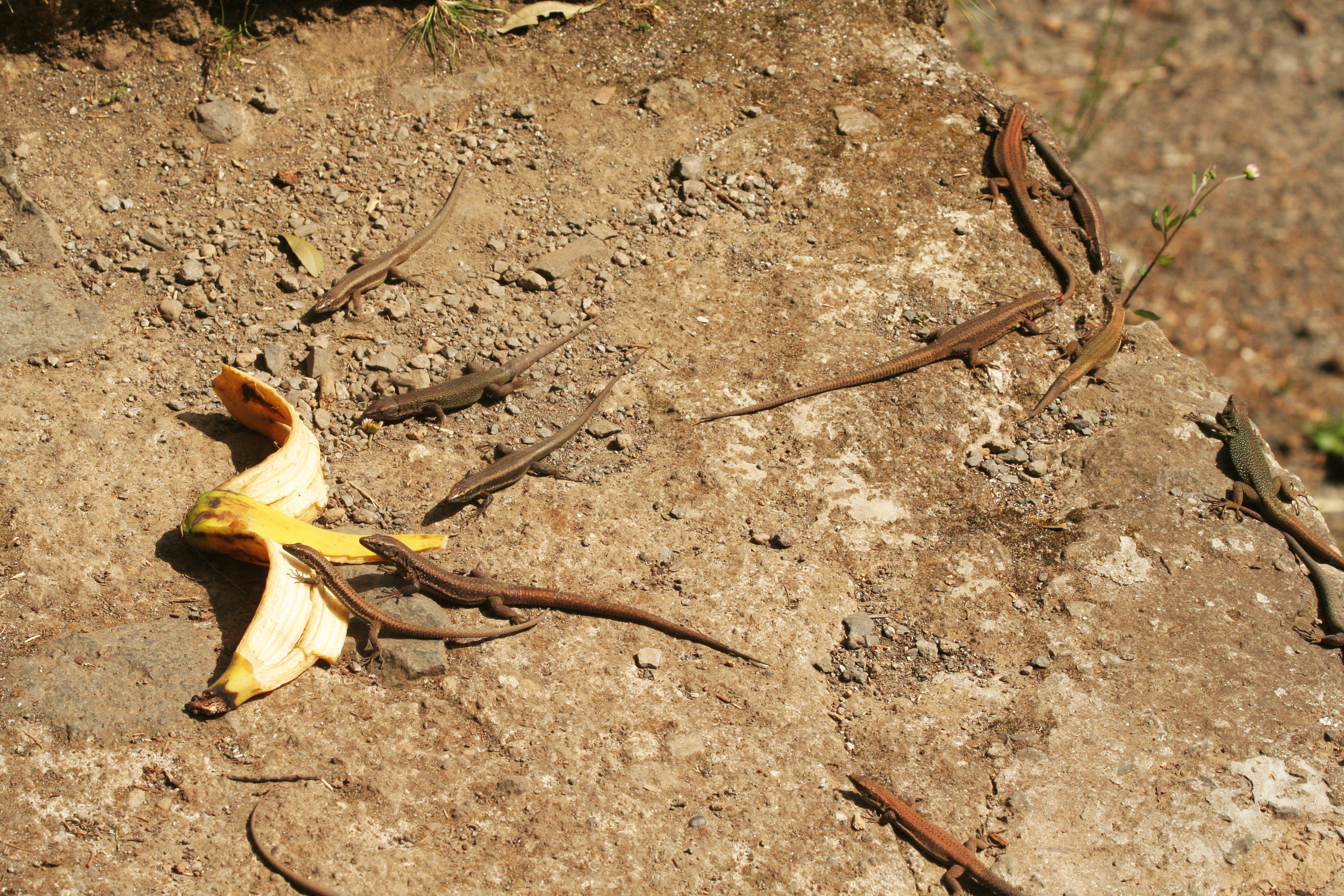
Madeira-Eidechsen, angelockt von einer Bananenschale

Teira dugesii bevorzugt steinige bis felsige Landschaften, gilt aber als ökologisch flexibel in ihrer Habitatwahl. Manche Autoren betonen eine Vorliebe für die Nähe von Wasser (Spülsaum des Meeres, Hafenanlagen, Bachtäler im Inselinneren). Am häufigsten kommt sie in der Nähe menschlicher Siedlungen vor. Dort werden beispielsweise Steinhalden und Terrassenmauern mit Fugenspalten in hoher Dichte besiedelt.
Die Madeira-Eidechse ist tagaktiv. Am Morgen wird auf steinigem Untergrund ein Sonnenbad genommen, um die nachts abgekühlte Körpertemperatur anzuheben. Die Mittagshitze verbringen die wechselwarmen Tiere dann meist an schattigen Plätzen.
Sie ernähren sich in erster Linie von kleinen Wirbellosen, vor allem Insekten und Spinnen, die sie jagen. Erwähnenswert ist ferner Schwanzkannibalismus, also der Verzehr der bei Territorialkämpfen abgeworfenen Schwänze von Artgenossen. Auffallend viele Exemplare der Madeira-Eidechse weisen Schwanzregenerate auf. Diese haben demnach ihren „Originalschwanz“ schon einmal eingebüßt. Auch die Dotter von Eiern, die von Vögeln an den steilen Felsküsten gelegt werden und manchmal zerbrochen sind, können fallweise zur Nahrung dienen. Neben tierischer Kost spielt aber auch pflanzliche Nahrung eine wichtige Rolle – möglicherweise wegen eines mangelnden Angebotes an Arthropoden. Gerne wird der Nektar von Blüten geleckt (unter anderem an der Natternkopf-Art Echium nervosum). Da sie auch an Weintrauben sowie Bananen und anderen Kulturfrüchten fressen, werden die Eidechsen von den Einwohnern Madeiras nicht selten mit vergifteten Ködern bekämpft. Auf der anderen Seite werden sie von Touristen gerne mit allerlei Essensresten angefüttert.
Die Art hat offenbar vergleichsweise wenige Feinde. Neben dem Menschen, der sie aktiv verfolgt, gelten in erster Linie streunende Hunde und Katzen als Prädatoren. Auch Ratten, Greifvögel und Möwen sind mögliche Fressfeinde.

## Fortpflanzung
Wie die meisten Eidechsen ist Teira dugesii eierlegend. Über die Fortpflanzungsbiologie sind, abgesehen von Terrarienbeobachtungen, allerdings nur wenige Details bekannt. Einige Wochen nach Beendigung einer Winterruhe beginnt etwa im April die Paarungszeit. Dabei zeigen die Männchen oft eine ausgeprägte Aggressivität und „Rauflust“ gegenüber Rivalen, um ihr Revier zu verteidigen. Die Paarung verläuft wohl in typischer Eidechsenmanier, inklusive Flankenbissen des Männchens beim Weibchen (vergleiche: Zauneidechse). Die Eigelege werden in den Sommermonaten, möglicherweise bis in den Oktober, in grabbares Bodensubstrat abgesetzt. Die Jungtiere schlüpfen jeweils etwa drei Monate später, wobei sie dabei Gesamtlängen von circa 85 bis 93 mm aufweisen. Die Geschlechtsreife setzt wohl etwa eineinviertel bis anderthalb Jahre später ein.

## Sonstiges
Aufgrund der hohen Eidechsendichte ist Borreliose auf Madeira praktisch unbekannt. Auslöser für diese Infektionskrankheit sind Borrelia-Bakterien, die im Blut von Mäusen (Reservoirwirt) leben. Die Übertragung zum Menschen erfolgt durch den Stich einer infizierten Zecke. Im Blut einer Eidechse ist dieses Bakterium jedoch nie anzutreffen. Da Zecken sowohl Mäuse als auch Eidechsen befallen, und die Anzahl der Eidechsen bei weitem die der Mäuse übertrifft, ist die Zeckenpopulation nur sehr gering borrelien-infiziert.

## Sonstige Weblinks
- Teira dugesii in der Roten Liste gefährdeter Arten der IUCN 2013.2. Eingestellt von: Paulo Sá-Sousa, Roberto Sindaco, 2008. Abgerufen am 30. Januar 2014.
- Verbreitungskarte und Fotos der Madeira-Eidechse bei www.lacerta.de
- Naturkundliche Reiseberichte von den Azoren bei www.fnz.at
- „Vom Nutzen der Madeira-Mauereidechse“ (Aufsatz bei www.aerzteblatt.de)
- Stephan Arndt, Wolfgang Bischoff: Bemerkungen zu: „Wie sich auf Madeira ein Schädling nützlich macht“. In: Die Eidechse. Heft 7, 1992, ISSN 0945-5183, S. 25–27, Digitalisat (PDF; 82,37 KB).